# Iván Vándor
Iván Vándor (* 13. Oktober 1932 in Pécs, Königreich Ungarn; † 15. November 2020 in Giove) war ein italienischer Musikethnologe und Komponist ungarischer Herkunft.

## Werdegang
Er kam mit seiner Familie 1938 nach Italien. Nachdem er bereits als Kind Geige und Klavier erlernt hatte, studierte er Komposition bei Max Deutsch in Paris sowie an der Accademia Nazionale di Santa Cecilia in Rom bei Goffredo Petrassi. Er spielte Saxophon in Jazzbands und gehörte 1965 bis 1968 dem Improvisationsensemble Musica Elettronica Viva an.
1968 bis 1970 studierte er an der University of California, Los Angeles, Musikethnologie u. a. bei Charles Seeger; 1970/71 hielt er sich in Nepal und Nordindien auf, um die Musik in buddhistischen Klöstern zu erforschen. Von 1976 bis 1983 war er Direktor des Internationalen Instituts für Vergleichende Musikstudien und Dokumentation in West-Berlin sowie von 1979 bis 1992 auch Direktor der von ihm gegründeten Scuola Interculturale di Musica in Venedig. Von 1983 bis 2002 war er Professor für Komposition am Konservatorium in Bologna und an der Accademia Nazionale di Santa Cecilia in Rom.
Er komponierte seit den frühen 1960er Jahren zahlreiche Chor- und Orchesterwerke sowie Kammermusik. Daneben komponierte er auch Musik für Filme (z. B. Wir fahren in die Stadt von Nelo Risi nach dem Drehbuch von Edith Bruck, 1966, und Beruf: Reporter von Michelangelo Antonioni, 1975) und Fernsehserien. Aus dem Soundtrack zu Wir fahren in die Stadt stammte das Lied Oltre la notte (1967 gesungen von Iva Zanicchi), von dem Alexandra 1969 eine Version mit einem von ihr selbst geschriebenen deutschen Text aufnahm (Weißt Du noch?).

## Werke
- La musique du bouddhisme tibétain, 1976
  - deutsche Übersetzung: Die Musik des tibetischen Buddhismus, Heinrichshofen, Wilhelmshaven 1978, ISBN 3-7959-0246-0.
- Dodici variazioni per organo, 2006

### Filmografie (Auswahl)
- 1963: I giorni contati
- 1967: Töte, Django (Se sei vivo spara)
- 1975: Beruf: Reporter (Professione: reporter)